# Relaciones Costa Rica-India
Las relaciones Costa Rica-India se refieren a las relaciones internacionales que existen entre Costa Rica y la India.

## Historia
Costa Rica apoyó la posición de la India en el conflicto de Cachemira en las Naciones Unidas en 1993 y 1994. También votó contra el proyecto de resolución de Pakistán sobre Cachemira en la UNCHR en Ginebra en 1994.
India nombró un Cónsul Honorario en San José en 1995 y Costa Rica abrió un Consulado Honorario en Nueva Delhi en 1996. Costa Rica despidió a sus Cónsules Honorarios Bombay y Calcuta, con la intención de abrir su Embajada en la India en 1990 después. Sin embargo, los planes para abrir la embajada se retrasaron. Costa Rica anunció su intención de abrir una embajada en 2007. 
La Embajada en Nueva Delhi finalmente se abrió el 20 de abril de 2010. Fue atendido por un Encargado de Negocios desde junio de 2010 hasta que el primer Embajador de Costa Rica en la India fue nombrado en junio de 2011. La Embajada de la India en Panamá está acreditada conjuntamente con Costa Rica.
La Vicepresidenta de Costa Rica, Ana Helena Chacón Echeverría, visitó la India en octubre de 2015. Varios Ministros de Relaciones Exteriores de Costa Rica, Ministros de Comercio Exterior y otros dignatarios han visitado la India desde 1997. Desde la India, las visitas de más alto nivel a Costa Rica han estado al nivel de ministro de Estado. El Ministro de Estado para el Comercio y la Industria, D. Purandareswari, visitó Costa Rica en abril de 2013 y el ministro de Estado de Relaciones Exteriores, Gen (Dr.) V.K. Singh (Retd), visitó Costa Rica en julio de 2015.
Ambos países han firmado varios acuerdos bilaterales, incluidos memorandos de entendimiento para celebrar consultas regulares en el extranjero, y para mejorar la cooperación económica y técnica. Costa Rica y la India firmaron un memorando de entendimiento para establecer un Centro de Excelencia en Tecnología de la Información (CEIT) en Costa Rica en 2009. En marzo se firmaron memorandos de entendimiento entre los Institutos de Servicio Exterior de la India y Costa Rica y la FSI y la Academia Diplomática Costarricense 2015.
Las primeras Consultas de Relaciones Exteriores entre la India y Costa Rica tuvieron lugar en agosto de 2012.

## Comercio
El comercio bilateral entre Costa Rica e India totalizó US $ 196.97 millones en 2015. India exportó $ 134.76 millones de dólares en bienes a Costa Rica (creciendo 40,62% sobre 2014), e importó $ 62.21 millones (disminuyendo 59,94% a partir de 2014). Las importaciones de la India desde Costa Rica registraron un aumento constante hasta 2013, pero cayeron considerablemente luego del cierre de una fábrica de chips de Intel en San José en 2014. Las importaciones indias de circuitos integrados de Costa Rica cayeron un 55% en 2014.
Los principales productos exportados por la India a Costa Rica son automóviles, productos farmacéuticos, textiles y prendas de vestir, motocicletas, productos químicos orgánicos, maquinaria eléctrica y productos diversos, como cuadernos, cables y neumáticos. Los principales productos importados por la India desde Costa Rica son la madera y los artículos de madera, los circuitos integrados y las microasambleas, los instrumentos ópticos médicos o quirúrgicos y, en menor medida, las nueces, el café, el té, el vidrio y la cristalería.
Las empresas indias de TI Infosys, Cognizant y CSS Corp establecen centros de entrega en San José en 2013. Las compañías utilizan Costa Rica para servir el mercado de los Estados Unidos a un costo menor. CSS Corp CEO T.G. Ramesh estimó que el servicio al mercado estadounidense de Costa Rica dio como resultado un ahorro del 15-20%. Aparte de la cercanía, Costa Rica también tiene la ventaja de compartir la misma zona horaria que los Estados Unidos. TCS and Wipro also have operations in San Jose.

## Relaciones culturales
La profesora Hilda Chen Apuy visitó la India en una beca de la UNESCO en la década de 1950, y más tarde introdujo estudios sobre la Historia de la India, la Filosofía y el Sánscrito en la Universidad de Costa Rica en San José. Hilda también publicó varios artículos sobre la India. La versión en español de la autobiografía de Gandhi fue lanzada en Costa Rica en septiembre de 2008 por el presidente Oscar Arias, quien también escribió el prólogo del libro.
La película costarricense de 2017 Enredados: La Confusión fue dirigida por el director de cine Bollywood Ashish R Mohan. La película es la primera película latinoamericana que incluye una típica canción y danza de Bollywood que fue coreografiada por los coreógrafos de Bollywood. La película también protagoniza al actor indio Prabhakar Sharan que se convirtió en el primer indio en protagonizar una película latinoamericana.

## Ayuda externa
La India suministró a Costa Rica equipos fotovoltaicos por valor de 1,85 millones de ₹ en 1997 para establecer un laboratorio de investigación de energía solar en la Universidad de Heredia en el marco del programa ITEC. India donó una central telefónica al operador costarricense de telecomunicaciones ICE en 1998 y proporcionó US $ 25.000 para ayudar a rehabilitar a las víctimas de las inundaciones en 1996. El país donó 18 Bajaj 3 ruedas a la Policía de San José en diciembre de 2005 y donó $ 100.000 para el alivio Y la rehabilitación después del huracán Tomas en noviembre de 2010.
Los gobiernos de Costa Rica e India firmaron un memorando de entendimiento para establecer un Centro de Excelencia en Tecnologías de la Información (CETI) en Costa Rica en septiembre de 2009. El Gobierno de la India contrató a C-DAC y APTECH Para establecer el Centro en marzo de 2015. El Centro, ubicado en el campus de la Universidad Técnica Nacional (UTA) en Alajuela, fue inaugurado en marzo de 2016.
En el marco de un programa de cooperación entre el Ministerio de Comercio Exterior de Costa Rica, la Coalición Costarricense para las Iniciativas de Desarrollo y Infosys, 70 estudiantes y maestros costarricenses recibieron un programa de capacitación de tres meses en Infosys en Mysore en 2014. En marzo de 2017, el Gobierno de la India otorgó becas a 4 mujeres costarricenses del grupo indígena Gnöbe Bugle para el programa de Iluminación Solar del Instituto Universitario Barefoot en Ajmer, Rajastán. Las mujeres aprenderán cómo desarrollar un proyecto para construir, instalar y mantener paneles solares para que puedan traer electricidad a su comunidad Punta Burica, el punto más austral de Costa Rica.
Los ciudadanos de Costa Rica son elegibles para becas en el marco del Programa de Cooperación Técnica y Económica de la India y del Consejo Indio de Relaciones Culturales.

## Indios en Costa Rica
En diciembre de 2016, hay cerca de 250 indios en Costa Rica, la mayoría de los cuales están involucrados en la industria de TI. Algunos son también hombres de negocios, dedicados a la exportación de madera, o trabajan en ONGs y Misioneras de la Caridad. Hay al menos tres restaurantes indios propiedad en Costa Rica, incluyendo restaurantes indios "Taj Mahal" y "Naan y Curry" propiedad de Kapil Gulati que es originaria de Gurgaon. La Asociación de Indios de Costa Rica (CRIA), establecida en 2010, está involucrada en la organización de programas sociales y culturales, así como en actividades de promoción comercial.